# Annunziata Rees-Mogg
Annunziata Rees-Mogg (Bath, 25 marzo 1979) è una giornalista e politica britannica del Partito della Brexit, europarlamentare della IX legislatura dal 2019 al 2020.

## Biografia
Proviene da una famiglia associata al Partito Conservatore. Suo padre, William Rees-Mogg, era caporedattore di The Times. Anche suo fratello Jacob è coinvolto in politica.
Si è laureata alla Godolphin and Latymer School per ragazze, superando esami di storia, chimica ed economia. In seguito non ha studiato all'università. Ha intrapreso diverse professioni, è stata una barista, in seguito ha svolto uno stage presso una società di investimento a Hong Kong. Dopo essere tornata in Gran Bretagna, è stata brevemente impiegata nella redazione del The Times e, successivamente, per diversi mesi in una società di investimento. Ha quindi nuovamente lavorato come giornalista. È diventata caporedattore dell'European Journal, che apparteneva alla fondazione fondata dal politico euroscettico Bill Cash. È stata giornalista presso la redazione del settimanale MoneyWeek e del quotidiano The Daily Telegraph.
Per i Tories, corse senza successo alla Camera dei comuni nel 2005 e nel 2010. Il leader conservatore David Cameron nel 2006 l'ha inserita in una lista appositamente creata di potenziali candidati. Nel 2011, tuttavia, ha perso influenza ed è stata rimossa dalla lista dei candidati. Nel 2019, si unì al nuovo Partito della Brexit, diventando uno stretto collaboratore del suo attuale leader Nigel Farage. Nello stesso anno ottenne per conto di questo partito il mandato del membro del Parlamento europeo nella IX legislatura. Nel dicembre 2019 ha lasciato il Partito della Brexit. Il mese successivo è tornata al Partito Conservatore.